# 金星1號
金星1號是蘇聯第二台探測金星的太空探測器，第一台金星1A號未能脫離地球軌道。金星1號研究太陽風、磁場、隕石、宇宙射線等，發射十天後訊號消失，但仍於5月飛掠金星。

## 技術諸元
金星1號高2.035公尺；直徑1.05公尺，含燃料總重643.5公斤。具有2平方公尺的太陽能電池板；還配備有一個高增益天線，會向地球發出8公分或32公分波長的無線電訊號；另外有一根2.4公尺長的全像天線會向地球發射1.6公尺波長的無線電波；T型天線則以922.8百萬赫茲的頻率向地球發送1位元組/秒的訊息；科學儀器有離子陷阱、隕石探測器、宇宙射線計數器；另外探測器的圓頂被加壓成1.2大氣壓，圓頂內部包含蘇聯的旗幟；除此之外，還有一個不在設計圖上的修正引擎配備在金星1號之上、姿勢調控是藉由太陽與星體的感測器。

## 運作經過

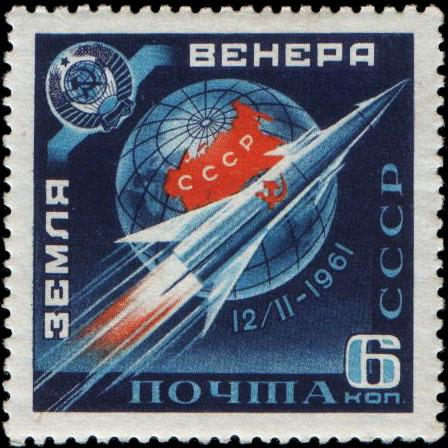
蘇聯發行之金星1號郵票

1961年2月12日經由閃電號運載火箭發射後，進入229*282、傾角65.7度的軌道，之後使用第四節探測器火箭將探測器推向金星，發射後開始進行探測器的位置確認。2月12日距離地球126300公里；2月13日距離地球488900公里，之後開始每5天確認一次位置，2月17日距離地球189萬公里、溫度攝氏29度，一切正常；但2月22日進行確認時卻搜索不到訊號，此時距離地球已經到達320萬公里，雖然於3月4日再次進行確認，仍舊搜尋不到金星1號的訊號。金星1號可能在1961年5月19、20日之間飛掠金星，距離約10萬公里，之後便進入環繞太陽的日心軌道。

## 外部連結
- The Soviet Exploration of Venus